# کورتز بل
کورتز بل (انگلیسی: Cortez Belle؛ زادهٔ ۲۷ اوت ۱۹۸۳) بازیکن فوتبال اهل بریتانیا است.
از باشگاه‌هایی که در آن بازی کرده‌است می‌توان به باشگاه فوتبال چیپنهام تاون، باشگاه فوتبال نورتویچ ویکتوریا، و باشگاه فوتبال نیوپورت کانتی اشاره کرد.